# Hiidenjärvi (sjö i Kajanaland)
Hiidenjärvi är en sjö i Finland. Den ligger i kommunen Suomussalmi i landskapet Kajanaland, i den centrala delen av landet, 600 km norr om huvudstaden Helsingfors. Hiidenjärvi ligger 281 meter över havet. Den är 12,7 meter djup. Arean är 30,6 hektar och strandlinjen är 5,02 kilometer lång. Sjön  ingår i Uleälvens huvudavrinningsområde. 